# Péninsule de Bouzatchi
La péninsule de Bouzatchi (en kazakh : Бозащы түбегі, Bozaşy tubegı ; en russe : Полуостров Бузачи, Polouostrov Bouzatchi) est une péninsule située à l'ouest du Kazakhstan. Elle borde la baie de Mangyshlak de la mer Caspienne à l'ouest et la péninsule de Manguistaou au sud-ouest. Le Kultuk mort se trouve au nord-est et l'étroite baie de Kaydak forme sa limite est. L'île Durneva se trouve au nord et l'archipel Tyulen'i se trouve au large des rives occidentales de la péninsule.
Sur le plan administratif, la péninsule de Bouzatchi fait partie de l'oblys de Manguistaou, au Kazakhstan. Il s'agit actuellement d'une nouvelle zone d'exploration pétrolière.
Cette péninsule est une vaste dépression de basse altitude avec des marais salants et des lacs salés. Certaines parties se situent entre 20 et 30 m sous le niveau de la mer, plus bas que la Caspienne. La zone fournit un habitat important à des milliers de gazelles à goitre.

## Cartographie
La zone a été cartographiée par Fiodor Ivanovitch Soimonov lors de l'expédition caspienne, qui a étudié la mer Caspienne de 1719 à 1727.
|  |  |